# فرانکناو
شهر فرانکناودر ایالت هسن در کشور آلمان واقع شده‌است.